# Championnats d'Afrique de tir 2019
Navigation
Le Caire 2017 Béni Khalled 2022
Les championnats d'Afrique de tir 2019 sont la 14e édition des championnats d'Afrique de tir. Ils ont lieu du 17 au 25 novembre 2019 à Tipaza, en Algérie,
La compétition est qualificative pour les Jeux olympiques d'été de 2020 à Tokyo.

## Nations participantes
15 nations participent à la compétition :
- Afrique du Sud
- Algérie
- Cap-Vert
- Égypte
- Ghana
- Kenya
- Libye
- Maroc
- Malawi
- Mauritanie
- Nigeria
- Sénégal
- Soudan
- Tunisie
- Zimbabwe

## Médaillés

### Hommes
Les médaillés sont les sportifs suivants,:
| Épreuves                     | Or                         | Argent                                | Bronze                     |
| ---------------------------- | -------------------------- | ------------------------------------- | -------------------------- |
| Carabine à 10 m air comprimé | Youssef Helmy Makkar (EGY) | Mohamed Hamdy Abdelkader (EGY)        | Seifeddine Khemiri (TUN)   |
| Carabine à 50 m 3 positions  | Osama Elsaeid (EGY)        | Ibrahim Ahmad Mohammad Korayiem (EGY) | Hamada Talat (EGY)         |
| Carabine à 50 m couché       | Hamada Talat (EGY)         | Gavin Van Rhyn (RSA)                  | Youssef Helmy Makkar (EGY) |
| Pistolet à 10 m air comprimé | Ala Al-Othmani (TUN)       | Samy Abdel Razek (EGY)                | Hafez Gamal Ibrahim (EGY)  |
| Pistolet à feu rapide 25 m   | Mahmoud Taha (EGY)         | Tayeb Mehali (ALG)                    | Ahmed Shaban (EGY)         |
| Pistolet standard 25 m       | Mahmoud Taha (EGY)         | Tayeb Mehali (ALG)                    | Ahmed Shaban (EGY)         |
| Pistolet 50 m                | Chen Jiangang (SEN)        | Lamri Kara (ALG)                      | Mahmoud Ghoul (ALG)        |
| Trap                         | Abdel Aziz Mehelba (EGY)   | Ahmed Kamar (EGY)                     | Younes Haj Ali (MAR)       |
| Skeet                        | Mostafa Hamdy (EGY)        | Sarkis Martayan (EGY)                 | Clément Fakhoury (SEN)     |

### Femmes
Les médaillées sont les sportives suivantes, :
| Épreuves                     | Or                     | Argent                  | Bronze                         |
| ---------------------------- | ---------------------- | ----------------------- | ------------------------------ |
| Carabine à 10 m air comprimé | Shimaa Hashad (EGY)    | Alzahraa Shaban (EGY)   | Houda Chaabi (ALG)             |
| Carabine à 50 m 3 positions  | Alzahraa Shaban (EGY)  | Merna Tayee (EGY)       | Mai Mamdouh Mohamed Zaki (EGY) |
| Carabine à 50 m couché       | Nicolene Boshoff (RSA) | Merna Tayee (EGY)       | Alzahraa Shaban (EGY)          |
| Pistolet à 10 m air comprimé | Olfa Charni (TUN)      | Radwa Abdel Latif (EGY) | Meskat Aly (EGY)               |
| Pistolet à 25 m              | Olfa Charni (TUN)      | Ines Kalai (TUN)        | Sokhna Niang (SEN)             |
| Trap                         | Maggy Ashmawy (EGY)    | Suzan Gaber (EGY)       | Yasmina Mesfioui (MAR)         |
| Skeet                        | Ibtissam Marirhi (MAR) | Amira Aboushokka (EGY)  | Yasmina Mesfioui (MAR)         |

### Mixte
Les médaillés sont les sportifs suivants :
| Épreuves                                | Or                                            | Argent                                | Bronze                                                     |
| --------------------------------------- | --------------------------------------------- | ------------------------------------- | ---------------------------------------------------------- |
| Carabine à 10 m air comprimé par équipe | Égypte Mohamed Hamdy Abdelkader Shimaa Hashad | Égypte Osama Elsaeid Hadir Mekhimar   | Afrique du Sud Bartholomeus Johannes Pienaar Tanya Sniders |
| Pistolet à 10 m air comprimé par équipe | Égypte Radwa Abdel Latif Samy Abdel Razek     | Égypte Dina Esmat Hafez Gamal Ibrahim | Tunisie Ala Al-Othmani Olfa Charni                         |
| Trap par équipe                         | Égypte Suzan Gaber Abdel Aziz Mehelba         | Égypte Maggy Ashmawy Ahmed Kamar      | Maroc Driss Haffari Yasmine Marirhi                        |